# Najlepsi z najlepszych (film 2003)
Najlepsi z najlepszych (oryg. tytuł Michel Vaillant) – francuski sportowy film akcji z 2003 roku, oparty na serii komiksów o Michelu Vaillancie.
Ścieżkę dźwiękową do niego stworzył zespół Archive i wydał jako Michel Vaillant 4 listopada 2003 roku.

## Obsada
- Sagamore Stévenin jako Michel Vaillant
- Peter Youngblood Hills jako Steve Warson
- Diane Kruger jako Julie Wood
- Jean-Pierre Cassel jako Henri Vaillant
- Béatrice Agenin jako Élisabeth Vaillant
- Philippe Bas jako Jean-Pierre Vaillant
- Philippe Lellouche jako José
- Lisa Barbuscia jako Ruth Wong
- Jeanne Mauran jako	Odessa
- François Levantal jako Bob Cramer
- Stéphane Metzger jako Dan Hawkins
- Scott Thrun jako David Dougherty
- Agathe De La Boulaye jako Gabrielle Spangenberg
- Stefano Cassetti jako Giulio Cavallo
- Alexandra Tiedemann jako Agnès Vaillant
- Estelle Caumartin jako Laura Vaillant
- Lisa Couvelaire jako Natasha
- Thierry Perkins-Lyautey jako Mathieu, dziennikarz motoryzacyjny
- Patrice Valota jako dyrektor Le Mans
- Bruno Vandestick jako spiker Le Mans